# منوچهر چشم‌آذر
منوچهر چشم‌آذر (زادهٔ ۲۳ آذر ۱۳۲۳) موسیقی‌دان، آهنگساز و تنظیم‌کنندهٔ برجستهٔ ایرانی است. وی که به‌عنوان یکی از تأثیرگذارترین چهره‌های موسیقی پاپ ایران شناخته می‌شود. او برادر بزرگ‌تر ناصر چشم‌آذر، آهنگساز و تنظیم‌کنندهٔ مشهور دیگر ایرانی است. منوچهر چشم‌آذر در طول فعالیت حرفه‌ای خود با بسیاری از خوانندگان مطرح ایران همکاری کرده است.
همانطور که پیش تر اشاره شد وی به همراه پرویز مقصدی، بابک افشار، واروژان و ناصر چشم‌آذر از بنیان‌گذاران موسیقی پاپ ایران در دهه ۵۰ به‌شمار می‌روند. آهنگسازی و تنظیم ترانه های دوست من، بیا بنویسیم با صدای مهستی طلاق، مخلوق و کیو کیو بنگ بنگ با صدای گوگوش سلام، یواشکی و دهاتی با صدای شهره، سال ۲۰۰۰، مرگ شب، تقویم، گلایه‌ها و سقوط با صدای داریوش، بهاربهار، بهانه، شانه‌هایت، ساقی و نگو نمیام از هایده، کلبه من، خانم گل، گریز، هزار و یک شب، راز همیشگی، جعبه جواهر، شکار، شب مرد تنها، با صدای ابی و آهنگهای عمو نوروز و شازده خانم با صدای ستار ، سفر، خالق و هم قسم با صدای معین از آثار ماندگار وی می‌باشد.

## زندگی
منوچهر چشم‌آذر در سال ۱۳۲۳ در اردبیل به دنیا آمد. پدرش اسماعیل چشم‌آذر در خانواده‌ای با اصالت اردبیلی در شهر باکو متولد گردید. خانواده وی از اهالی اردبیل بودند که در زمان حکومت ژوزف استالین برای کار به باکو رفته بودند. با روی کار آمدن بلشویک‌ها در شوروی و فشار مبنی بر اخراج مهاجرین ایرانی مبنی بر اینکه یا شناسنامه شوروی را اخذ کرده و در آنجا بمانند یا به ایران بازگردند و شناسنامه ایرانی در ایران دریافت کنند خانواده وی هم به مانند دیگر خانواده‌های اردبیلی ساکن در باکو
مانند علی سلیمی نوازنده تار، محمود دست‌پیش شاعر و ترانه‌سرا، لطیف طهماسبی زاده نوازنده قاوال، عادل آخوندزاده آهنگساز و نوازنده تار، سیف‌الله ابراهیم پور رهبر ارکستر، صفرعلی جاویدرهبر ارکستر و… به زادگاه پدریشان اردبیل بازگشته و در آنجا شناسنامه ایرانی (متولد اردبیل) صادر گردید و در اردبیل بزرگ شد. از دوران کودکی با موسیقی آشنا شد. اسماعیل چشم‌آذر در اردبیل ازدواج نموده و ماحصل ازدواجشان ۵ فرزند به نام‌های منوچهر، اشرف، ناصر، آذر و پروین چشم‌آذر می‌باشد. پس از مدتی به تهران مهاجرت کردند. ناصر چشم‌آذر برادر وی نیز از آهنگسازان و موسیقی‌دانان برجستهٔ ایرانی بود.
وی همواره بزرگ‌ترین حامی و مشوق خود را پدرش می‌داند و در این‌باره می‌گوید: «در سنین کودکی، برای من یک ویولن کوچک خرید و شروع کرد آن را به من یاد بدهد، البته من یک سال بیشتر این ساز را دستم نگرفتم و خیلی به ویولن علاقه‌ای نشان نمی‌دادم …»
در ۹ سالگی به دلیل تسلط خانوادگی به آکاردئون از آلات موسیقی آذربایجانی، پدرش برای او آکاردئون خرید و او نزد معلم خصوصی به یادگیری آکاردیون و نت‌های موسیقی پرداخت. در یازده‌سالگی ‏(۱۳۳۴‏) پدرش او را در هنرستان عالی موسیقی تهران ثبت‌نام می‌کند و تحصیلات خود را در رشتهٔ موسیقی نزد اساتیدی همچون یوسف‌زاده ‏(رهبر ارکستر، رئیس هنرستان عالی موسیقی) کمال پورتراب ‏(مدیر هنرستان عالی موسیقی در فاصله سال‌های ۱۳۵۰ تا ۱۳۵۲)، امانوئل اصلانیان ‏(از استادان به‌نام دانشگاه تهران و هنرستان عالی موسیقی) ادامه می‌دهد. ساز اصلی او در هنرستان پیانو بود و چند سال نیز به‌صورت خصوصی نزد استاد اصلانیان پیانو را به سبک کلاسیک آموخت.

## شروع فعالیت‌های حرفه‌ای
او در ۱۷ سالگی در گروه‌های کوچک ارکستر برای بعضی از مراسم‌های محلی به اجرا می‌پرداخت و در آن زمان او آکاردئون می‌نواخت. با اینکه تحصیلات عالی او موسیقی کلاسیک بود اما با وارد شدن به بازار ایران تصمیم گرفت برای موسیقی ایرانی کار کند. در آن زمان موسیقی ایرانی بیشتر به صورت هم‌نوازی بود و تنظیم آهنگ به سبک امروزی نداشت، در آن زمان به‌خاطر آنکه گروه‌های ارکستر پاپ فرانسوی و اسپانیش در تهران و رادیو به اجرا می‌پرداختند، تنظیمات و آهنگسازی آهنگ‌هایشان نیز برعهده خودشان بود و کسی در ایران به‌صورت حرفه‌ای به تنظیم موسیقی نمی‌پرداخت. به همین صورت اکثر خوانندگان به‌نام آن زمان که در رادیو به اجرا می‌پرداختند چون، عارف، ویگن، دلکش، روانبخش و بسیاری از خوانندگان دیگر تنظیمات آهنگ‌هایشان را خارجی‌ها انجام می‌دادند. بعدها چشم‌آذر درکنار واروژان از موسیقی‌دان، آهنگسازان و تنظیم‌کنندهٔ مشهور ارمنی‌تبار ایرانی و از بنیان‌گذاران موسیقی پاپ در ایران به تنظیم آهنگ در رادیو پرداخت. وی پس از یک سال همکاری با رادیو به‌خاطر مشکلاتی نظیر عدم استخدام رسمی در رادیو از آنجا بیرون آمد. چشم‌آذر با اینکه در سبک موسیقی ایرانی به تنظیمات آهنگ پرداخته است اما همواره تأکید می‌کند که سبک اصلی او پاپ کلاسیک می‌باشد.
او دو فرزند دارد، یک پسر و یک دختر که پسرش در ایران و دخترش در خارج از ایران به دنیا آمده‌اند.

## فعالیت

### آهنگسازی
از جمله آهنگ‌های معروف او در زمینه آهنگسازی می‌توان به ترانهٔ سلام با صدای شهره، گلایه‌ها با صدای داریوش، کلبه من با صدای ابی، بی‌بی گل با صدای معین، خوب من با صدای مهستی، شب پر ستاره با صدای حمیرا، شازده خانم با صدای ستار و طلاق با صدای گوگوش اشاره کرد.

### تنظیم آهنگ
آنچه نام منوچهر چشم‌آذر را برجسته و مشهور کرده است، پرکاری و فعالیت‌های فراوان وی در کار تنظیم آهنگ در دوران قبل و بعد از انقلاب اسلامی می‌باشد. به‌طوری‌که تاکنون در تمام سال‌های فعالیت هنری‌اش حدود ۲۰۰۰ آهنگ در زمینه تنظیم آهنگ از خود به جای گذاشته است. بیشترین همکاری وی با شهره صولتی، مارتیک، ابی، ستار، شهرام شب‌پره و معین بوده است. اولین کار منوچهر چشم‌آذر آهنگ خورشید خانم با صدای رامش است که ملودی و تنظیم آن از اوست. تنظیم‌های او به سبک خاص خود او هستند. او تنظیم خیلی از آهنگسازان بسیار زیادی را برعهده داشته و بیشترین همکاری او با حسن شماعی‌زاده، جهانبخش پازوکی، سیاوش قمیشی، فرید زلاند و مهرداد آسمانی بوده است.

### فعالیت‌های پس از انقلاب
وی بعد از انقلاب در آمریکا بی‌وقفه به کار خود ادامه داد و به پرکارترین آهنگساز برجسته پاپ ایرانی در بین تمام آهنگسازان تبدیل شد. او بنا به درخواست تعداد زیادی از خوانندگان مقیم لس آنجلس، برخلاف میل شخصی بیشتر درگیر ساخت و تنظیم آهنگ‌های شاد شد. به‌طوری که عمده کارهای او در دهه ۲۰۰۰ (دههٔ ۸۰ شمسی) در سبک شیش و هشت قرار داشتند.
وی در کارنامه هنری‌اش، معدود کارهایی از خود به عنوان آهنگساز به‌جای گذاشته که اکثر قریب به اتفاق آن‌ها از جمله کارهای ماندگار و مشهور به‌شمار می‌آیند. او در هر سبکی از موسیقی همچون کلاسیک، ایرانی، پاپ، راک، دیسکو، جز، بلوز، شاد و شش و هشت و… تنظیم انجام داده است. منوچهر چشم‌آذر در طی بیش از پنجاه‌سال فعالیت خود، زیاد اهل مصاحبه و جلوی دوربین آمدن نبوده است. از همین روی، بسیاری با چهره او آشنا نیستند و تنها نام او را به علت کارهای پر شمار و محبوبش می‌شناسند.

## دیدگاه‌ها
منوچهر چشم‌آذر نسبت به رپ انتقاد شدیدی دارد و آن را به نوعی دلقک مآب می‌نامد و رپ را به عنوان موسیقی قبول ندارد و نسبت به فعالیت‌های بسیاری از جوانان داخلی که اسم خود را تنظیم‌کننده گذاشته‌اند انتقاد می‌کند و کارهای بسیاری از آنان را ضعیف می‌داند و آن‌ها را برنامه‌ساز صدا می‌داند تا تنظیم‌کننده و از کپی کاری و نبود ساختار مناسب برای آهنگ‌ها و نبود خلاقیت انتقاد می‌کند. او به جوانانی که قصد ورود به حیطهٔ موسیقی را دارند، توصیه می‌کند به جای فعالیت خودسرانه، درس این عرصه را بخوانند و علم خود را پرورش دهند تا این هنر کمتر در معرض ابتذال قرار گیرد.

## آثار
منوچهر چشم‌آذر برای بیش از ۳۰۰ اثر، آهنگسازی و حدود ۲۵۰۰ تنظیم در کارنامهٔ هنری خود به‌جای گذاشته است.